# ميرزا خليل
خزر قشلاق هي قرية في مقاطعة ماكو، إيران. يقدر عدد سكانها بـ 198 نسمة بحسب إحصاء 2016.